# Lanker See und Kührener Teich
Lanker See und Kührener Teich este o arie protejată (arie specială de conservare — SAC, sit de importanță comunitară — SCI) din Germania întinsă pe o suprafață de 679 ha, integral pe uscat.

## Localizare
Centrul sitului Lanker See und Kührener Teich este situat la coordonatele 54°12′27″N 10°17′34″E / 54.2075°N 10.2928°E.

## Înființare
Situl Lanker See und Kührener Teich a fost declarat sit de importanță comunitară în septembrie 2004 pentru a proteja 7 specii de animale. Situl a fost protejat și ca arie specială de conservare în ianuarie 2010.

## Biodiversitate
Situată în ecoregiunea continentală, aria protejată conține 3 habitate naturale: Lacuri eutrofice naturale cu vegetație de tip Magnopotamion sau Hydrocharition, Mlaștini alcaline, Păduri de fag Asperulo-Fagetum.
La baza desemnării sitului se află mai multe specii protejate:
- amfibieni (2): buhai de baltă cu burta roșie (Bombina bombina), triton cu creastă (Triturus cristatus)
- mamifere (2): vidră de râu (Lutra lutra), liliac de iaz (Myotis dasycneme)
- nevertebrate (2): Anisus vorticulus, Vertigo moulinsiana
- pești (1): Cobitis taenia Complex

Pe lângă speciile protejate, pe teritoriul sitului au mai fost identificate 1 specie de amfibieni, 3 specii de mamifere.